# Károlyi Lajos (színművész, 1849–1926)
Károlyi Lajos; Katz (Reszege-Szaniszló, 1849 – Pécs, 1926. január 19.) színész, színigazgató, színházi titkár.

## Pályafutása
Balogh Györgynél lépett fel először 1869-ben. 1875–1878 igazgatóként dolgozott a Duna–Tisza közi városokban. 1883–1887 között Jakab Lajosnál, majd 1889-ben Székesfehérváron dolgozott. 1890–1892 között Nagyszombatban, 1893-ban Breznóbányán, 1894-ben Déván működött társulatával. 1892 nyarán vezetője volt az Óbudai Színkörnek, amit saját költségén állított fel. 1900–1905 között Kecskeméten, majd öt évig Pécsett, 1911–1926 között pedig Füredi Béla, Nádassy József és Asszonyi László pécsi társulatainál dolgozott mint titkár és igazgatóhelyettes. Főként jellem- és apaszerepeket formált meg. Katz családi nevét 1908-ban Károlyira változtatta.

## Családja
Felesége volt Nagy Róza; Gros (Pest, 1858 – Marosújvár, 1884. aug. 13.) színésznő, majd Molnár Emília; Müller (Nagykőrös, 1855. márc. 25. – Budapest, 1915. máj. 30.) operettkomika és anyaszínész. Leánya Károlyi Ibolya (Trencsén, 1892. márc. 11. – Budapest, 1915. máj. 30.) színésznő.

## Fontosabb szerepei
- Gonosz Pista (Tóth E.: A falu rossza)

## Működési adatai
- 1873–1878: Kőszeghy (Szabó) Endre
- 1879: Szegedy Mihály
- 1883: Székesfehérvár
- 1884: Győr
- 1885–1889: Székesfehérvár, Kassa
- 1896–1899: Nagyenyed, Kassa

### Igazgatóként
- 1875–1878: Karcag, Paks, Kiskőrös, Újpest, Aszód.